# Pterostegia drymarioides
Pterostegia drymarioides Fisch. & C.A. Mey. – gatunek roślin z monotypowego rodzaju Pterostegia w obrębie rodziny rdestowatych (Polygonaceae). Występuje naturalnie w południowo-zachodnich Stanach Zjednoczonych – w Oregonie, Kalifornii, Nevadzie, Utah, Arizonie oraz Nowym Meksyku. 

## Morfologia
PokrójRoślina jednoroczna dorastająca do 10–100 cm wysokości. Pędy są pnące.
LiścieUlistnienie jest naprzeciwległe. Ich blaszka liściowa ma kształt od eliptycznego do nerkowatego. Mierzy 3–20 mm długości oraz 5–25 mm szerokości, jest całobrzega lub klapowana na brzegu. Ogonek liściowy jest nagi i osiąga 2–6 mm długości.
KwiatyPromieniste, obupłciowe, zebrane w wierzchotki jednoramienne, rozwijają się na szczytach pędów. Mają 5 lub 6 zrośniętych listków okwiatu o długości 1 mm, tworząc okwiat o dzwonkowatym lub dzbankowatym kształcie, mają barwę od żółtej do różowej. Pręcików jest 6, są przyrośnięte do okwiatu. Zalążnia jest górna, jednokomorowa.
OwoceSkrzydlate niełupki o kulistym kształcie, osiągają 1 mm długości.

## Biologia i ekologia
Rośnie w lasach sosnowych, chaparralu, zaroślach, na murawach oraz terenach skalistych. Występuje na wysokości do 1600 m n.p.m. Kwitnie od maja do lipca. 

## Ochrona
W stanie Utah ma status gatunku krytycznie zagrożonego.